# FC Penzberg
Maillots
Dernière mise à jour : 9 avril 2011.
Le FC Penzberg est un club allemand de football localisé à Penzberg, une ville située à environ 50 kilomètres de Munich, en Bavière.

## Histoire
Le FC Penzberg fut fondé le 14 mars 1920. Le club s’installa d’abord dans la Bichlerstrasse. Le 6 avril 1924, la section footbzll se sépara de celle de Gymnastique.
Pendant la Seconde Guerre mondiale, l’équipe cessa ses activités. Le club fut reconstitué en 1946. Il accéda à la Landelsiga Bayern puis en 1953, il monta en 1. Amateurliga Bayern, une ligue située à l’époque au 3e niveau de la hiérarchie.
En 1955, le FC Penzberg fut champion de la 1. Amateurliga Bayern. Lors du tour final, il remporta son groupe devant Ulm 1928 et Rasttat 04 et monta en 2. Oberliga Süd. Il fut en relégué après une seule saison.
Trois ans plus tard, le FC Penzberg descendit en 2. Amateurliga Bayern. Par la suite, il n’approcha plus les plus hautes séries régionales.
En 2005, le club termina vice-champion de sa série en Kreisklasse Oberbayern (Zugspitze, Groupe 3). Via le tour final, il monta en Kreisliga. À l'époque, il s'agissait d'une montée du 9e niveau vers le 8e. Après la création de la 3. Liga, en 2008, toutes les ligues inférieures à la Division 3 reculèrent d'un rang.
En 2010-2011, le FC Penzberg évolue en  Kreisliga, Zugspitze, Groupe 1, soit au 9e niveau de la hiérarchie de la DFB. Le club lutte pour son maintien.